# Вавилонська вежа

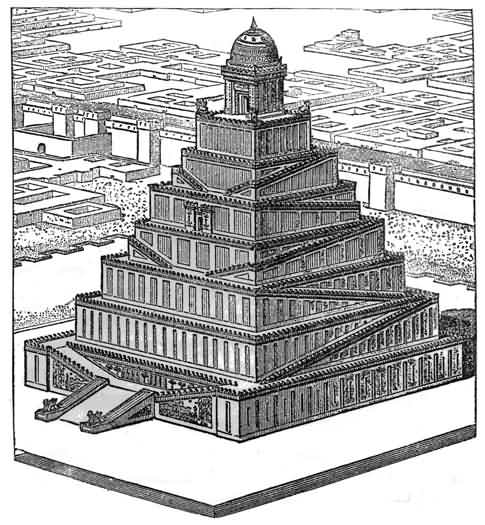
Вавилонська вежа. Ілюстрація до книги Самуеля Лейнґа «Походження людини» 1892

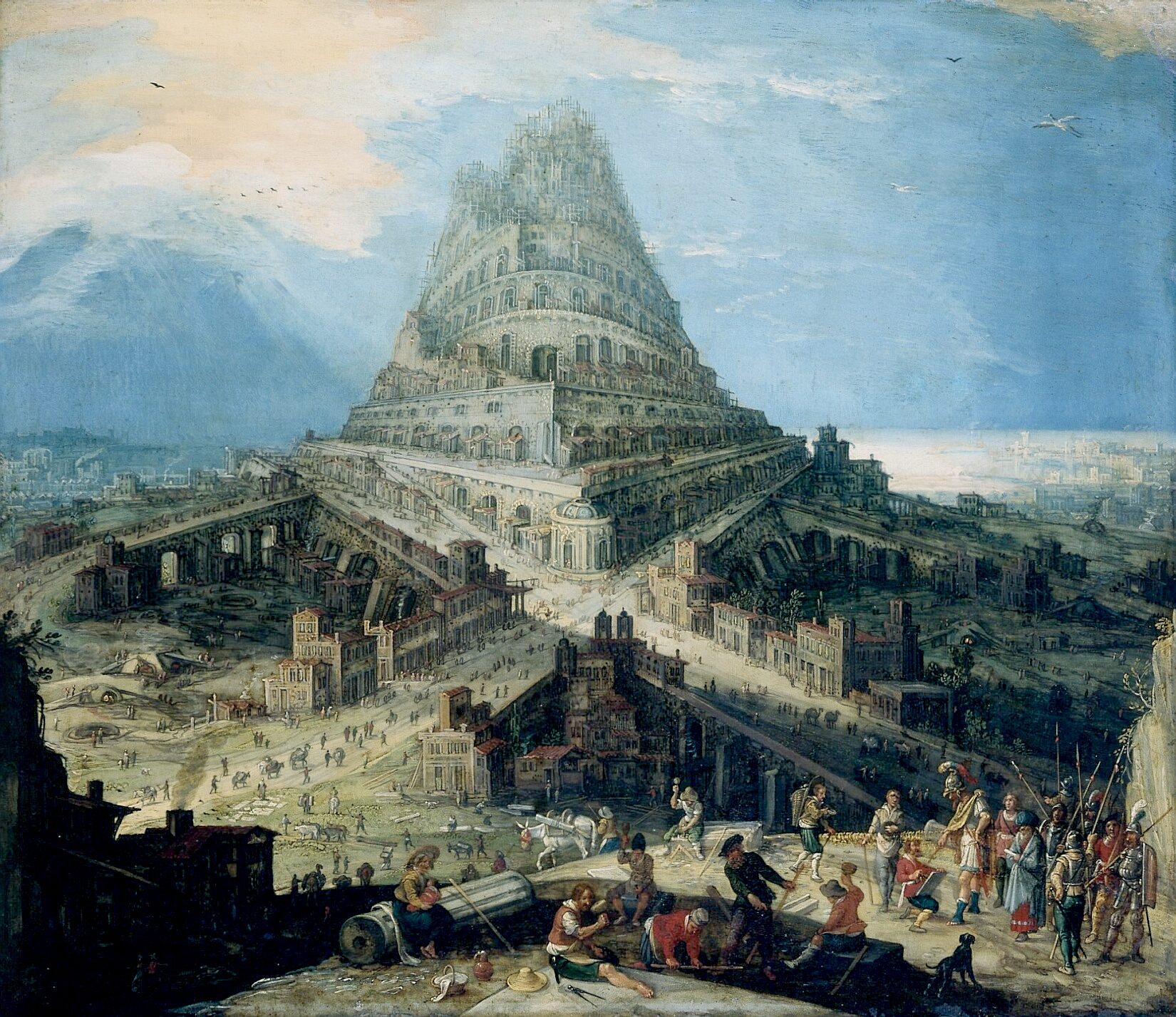
Гендрік ван Клеве III «Зведення Вавилонської вежі». XVI cт. (Музей Креллер-Мюллер, Нідерланди)

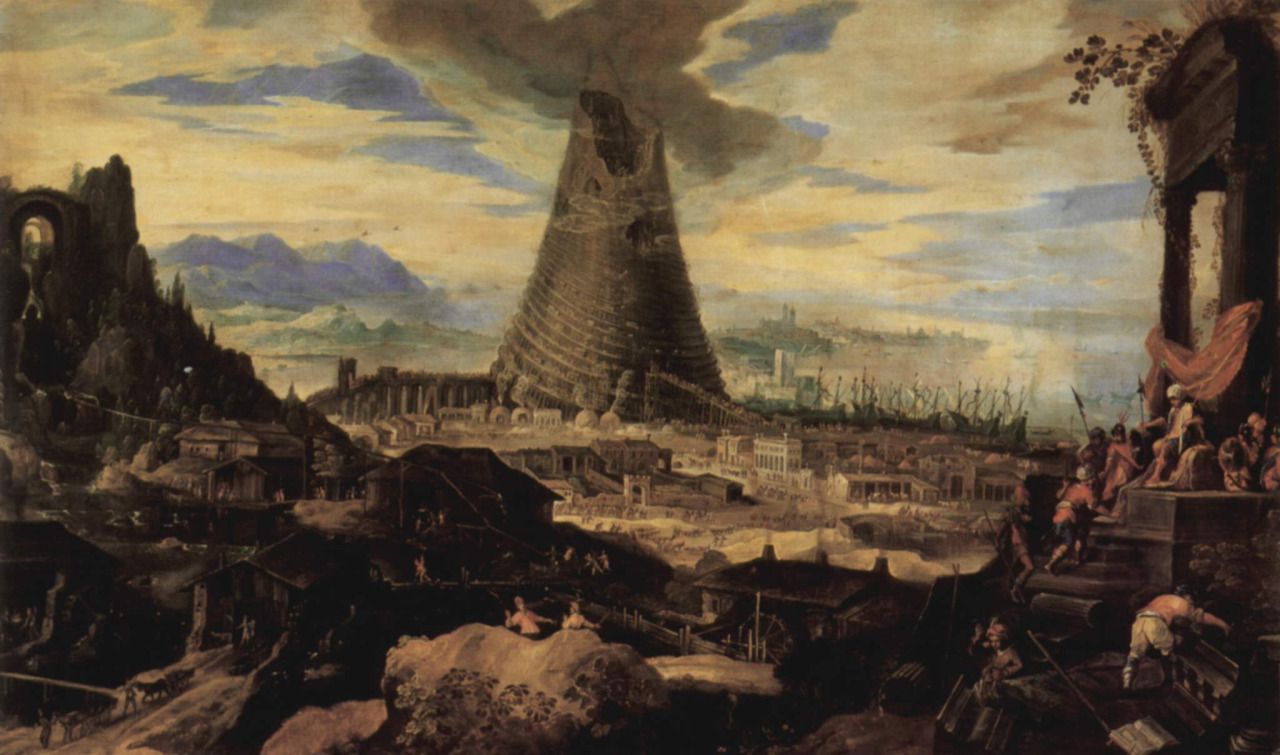
«Вавилонська вежа». Автор — Lodewijk Toeput. 1587

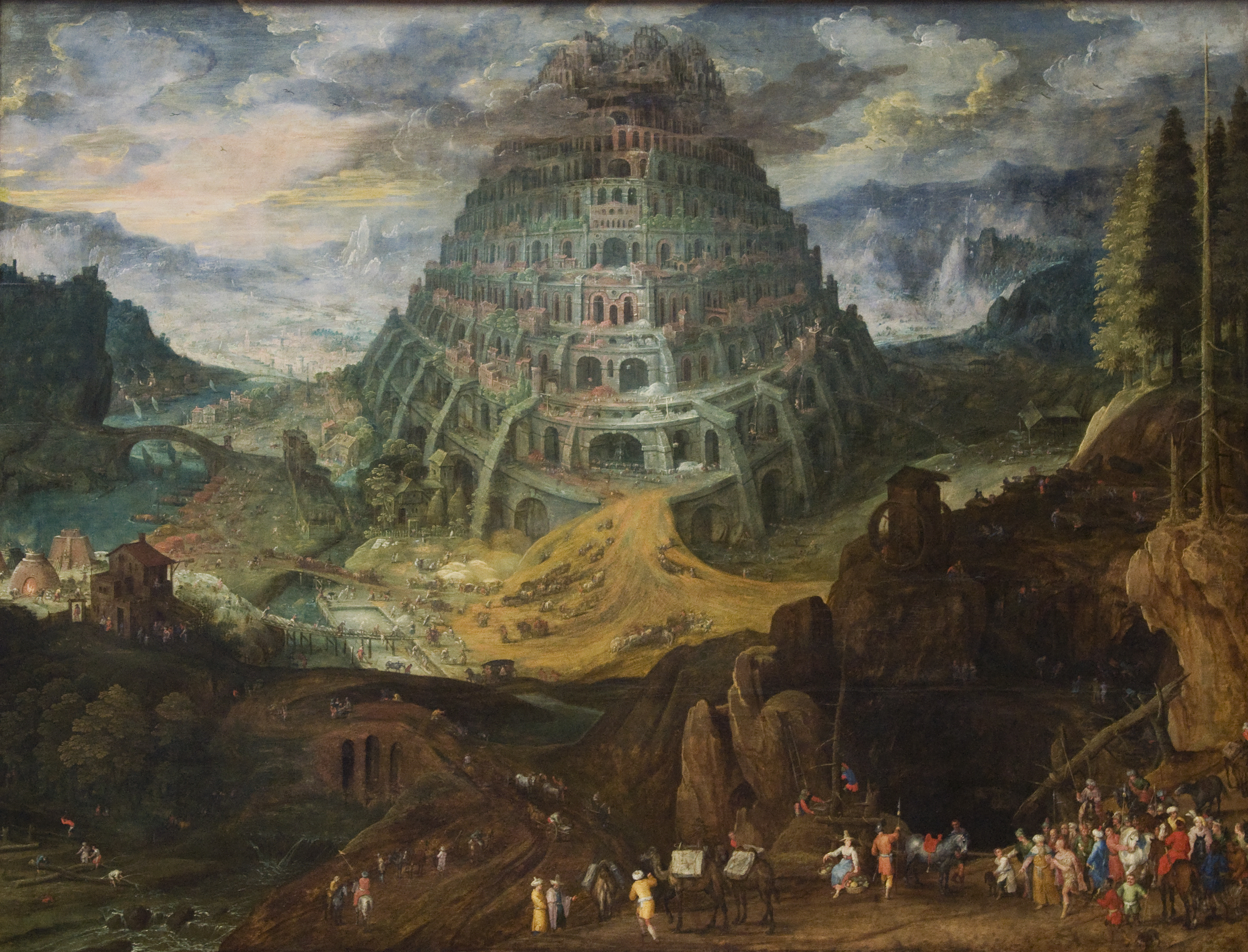
«Вавилонська вежа». Картина Тобіаса Вергахта та Пітера Брейгеля молодшого. (Королівський музей витончених мистецтв (Антверпен))

Ілюстрація до книги Атанасіуса Кірхера (Athanasius Kircher) «Turris Babel, Sive Archontologia Qua Primo Priscorum post diluvium hominum vita, mores rerumque gestarum magnitudo…» з зображенням Вавилонської вежі. Автор — Lieven Cruyl. 1679. (Музей Гетті, Каліфорнія)

Вавилонська вежа — символ сум'яття і безладу. Згадується у Книзі Буття в 11 главі. На думку сучасних вчених, таких, як Стівен Л. Гарріс, на біблійну історію про Вавилонську вежу ймовірно вплинув зикурат Етеменанкі під час вавилонського полону євреїв.

## Біблійні відомості
За стародавньою історією з Біблії про Вавилонське стовпотворіння, понад чотири тисячі років тому усі люди мешкали у Месопотамії, тобто в басейні річок Тигру і Євфрату, і спілкувались однією мовою. Оскільки земля цих місць була дуже плодовита, то люди жили заможно. Від цього вони дуже запишалися і вирішили побудувати вежу аж до самого неба. Вежа усе росла і росла вгору. Нарешті Бог розгнівався на нерозсудних і пихатих людей та покарав їх. Він змусив будівельників розмовляти різними мовами. Зарозумілі творці вежі, не зрозумівши один одного, занедбали будівництво та розійшлися у різні боки. Так вежа залишилася недобудованою, а місто, де відбувалося будівництво і змішалися усі мови, назвали Вавилоном.

## Потенційний реальний відповідник
На думку сучасних вчених, таких як Стівен Л. Гарріс, на біблійну історію про Вавилонську вежу ймовірно вплинув зикурат Етеменанкі під час вавилонського полону євреїв. Зикурат Етеменанкі («Наріжний камінь небес і землі») був побудований в II тисячолітті до нашої ери, але потім неодноразово руйнувався і знов відбудовувався. Остання реконструкція Етеменанкі здійснилася в VII–VI століттях до нашої ери. Цей зикурат з високими сходами і пандусами мав квадратну основу зі сторонами приблизно 90 м і 91-метровою висотою.

## Цікаві подробиці
- Будівля Європарламенту спроектована у вигляді недобудованої Вавилонської вежі за картиною Пітера Брейгеля Старшого «Зведення Вавилонської вежі».
- На знайденій у 2017 р. стародавній пластині, яка належить до VI століття до нашої ери, зображений Навуходоносор II, правитель Месопотамії, і Вавилонська вежа.[7]
- Під час зведення Вавилонської вежі (й багатьох інших споруд міста Вавилону, у перекладі – «Брама Бога») застосовувалися бітумні в’яжучі матеріали: «І стала в них цегла замість каменів, а земляна смола замість вапна» («Перша книга Мойсея», 11:3).

## Галерея зображень Вавилонської вежі

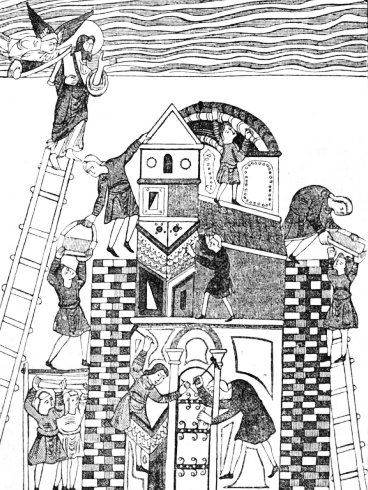
Ілюстрація до книги Джона Касселля Ілюстрована історія Англії, том 1
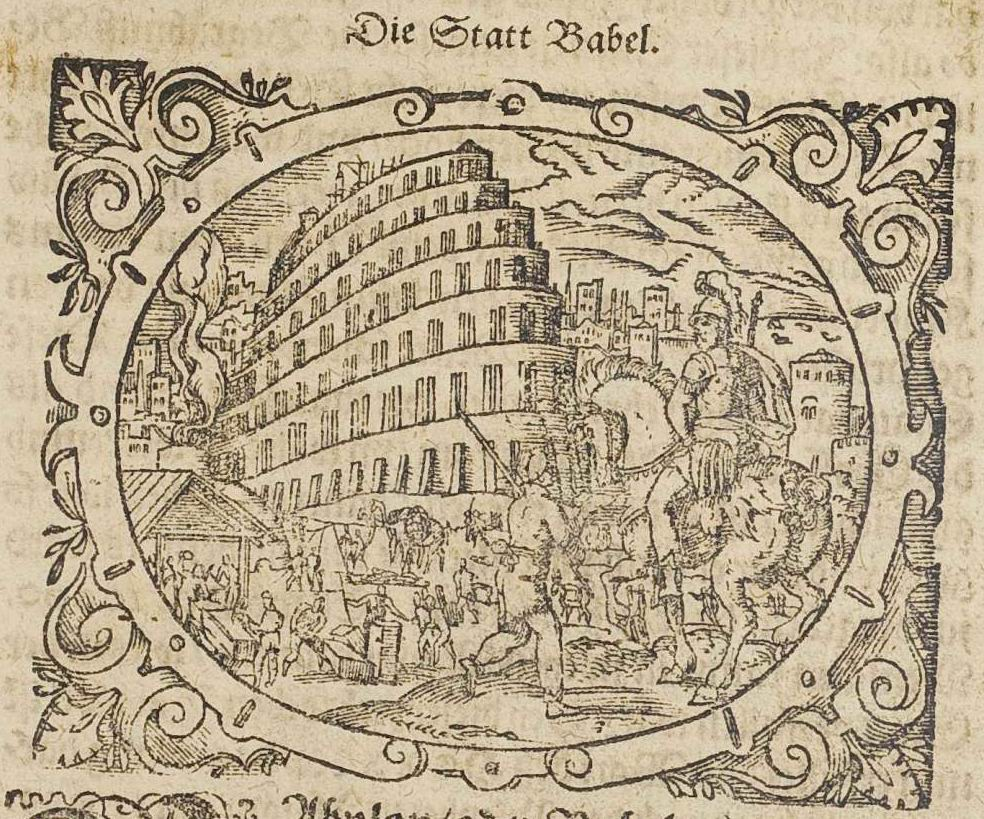
Ілюстрація до книги Абрагама Саура "Theatrum Urbium. Warhafftige Contrafeytung...", (1610)
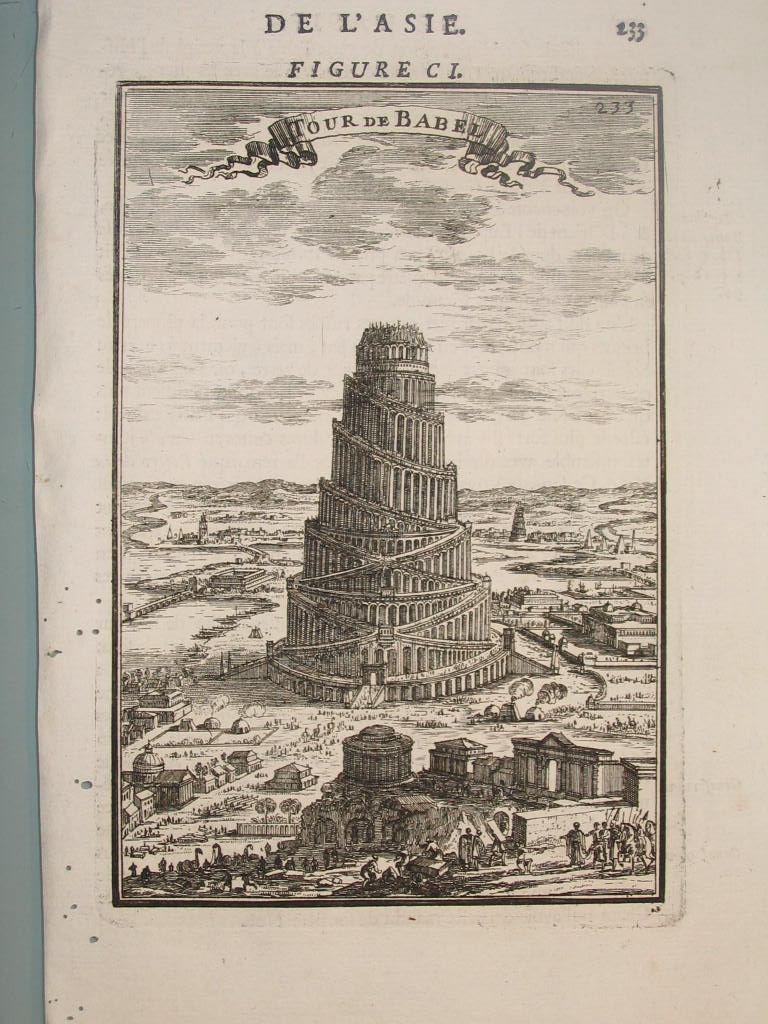
Ілюстрація до книги Alain Manesson Mallet "Description de L'Universe",  (1683)
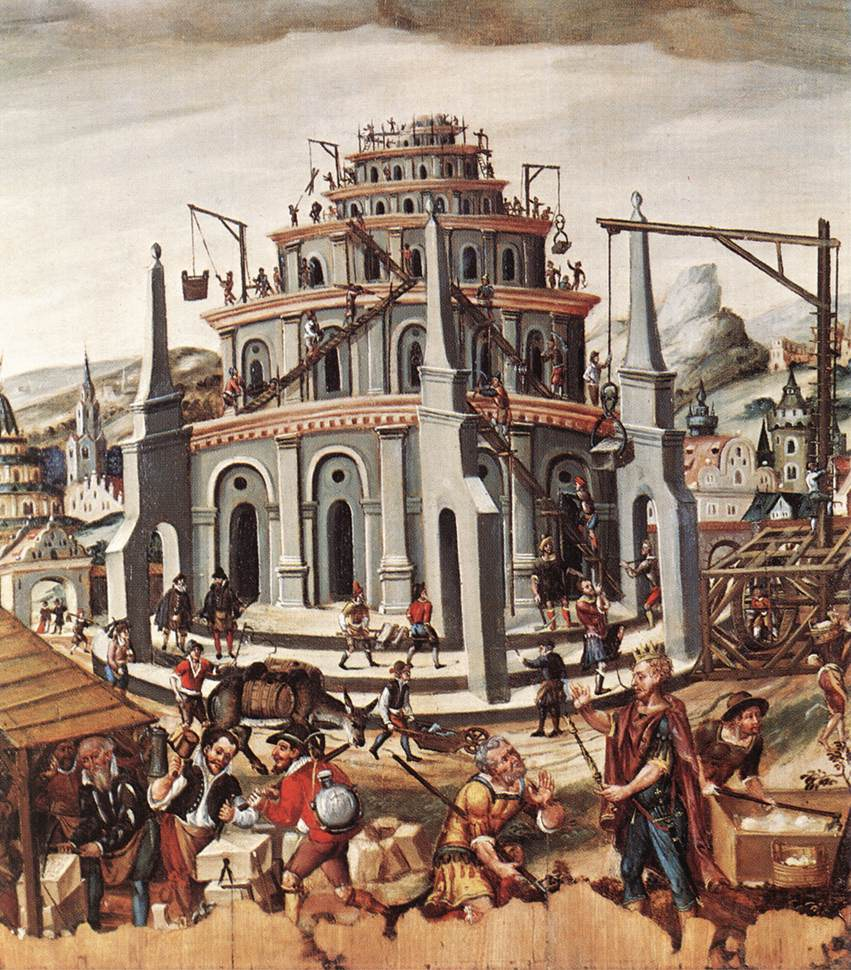
Невідомий автор, Кінець XVI ст., Німецький національний музей
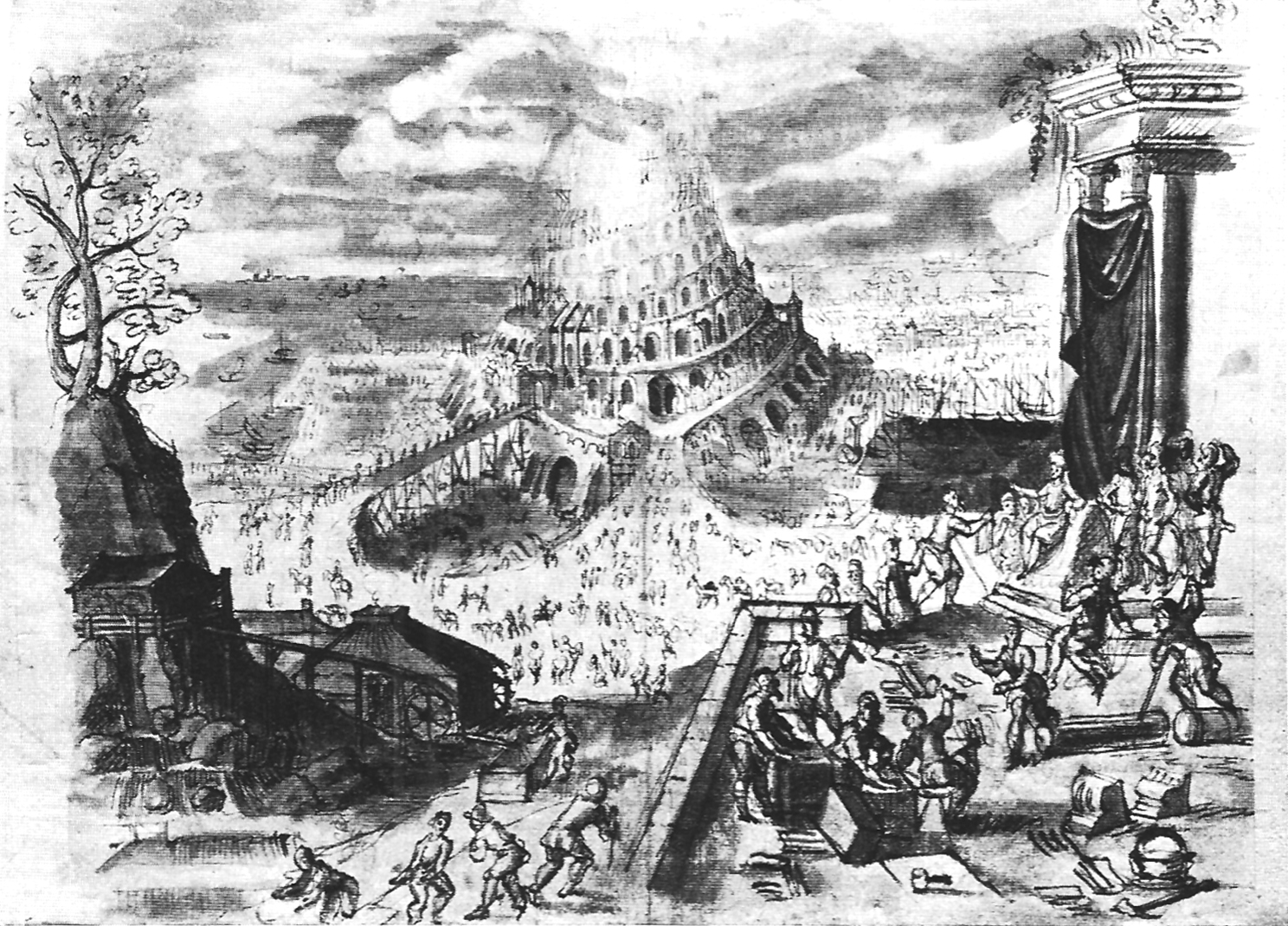
Фрідріх Брентель (Friedrich Brentel), близько 1630
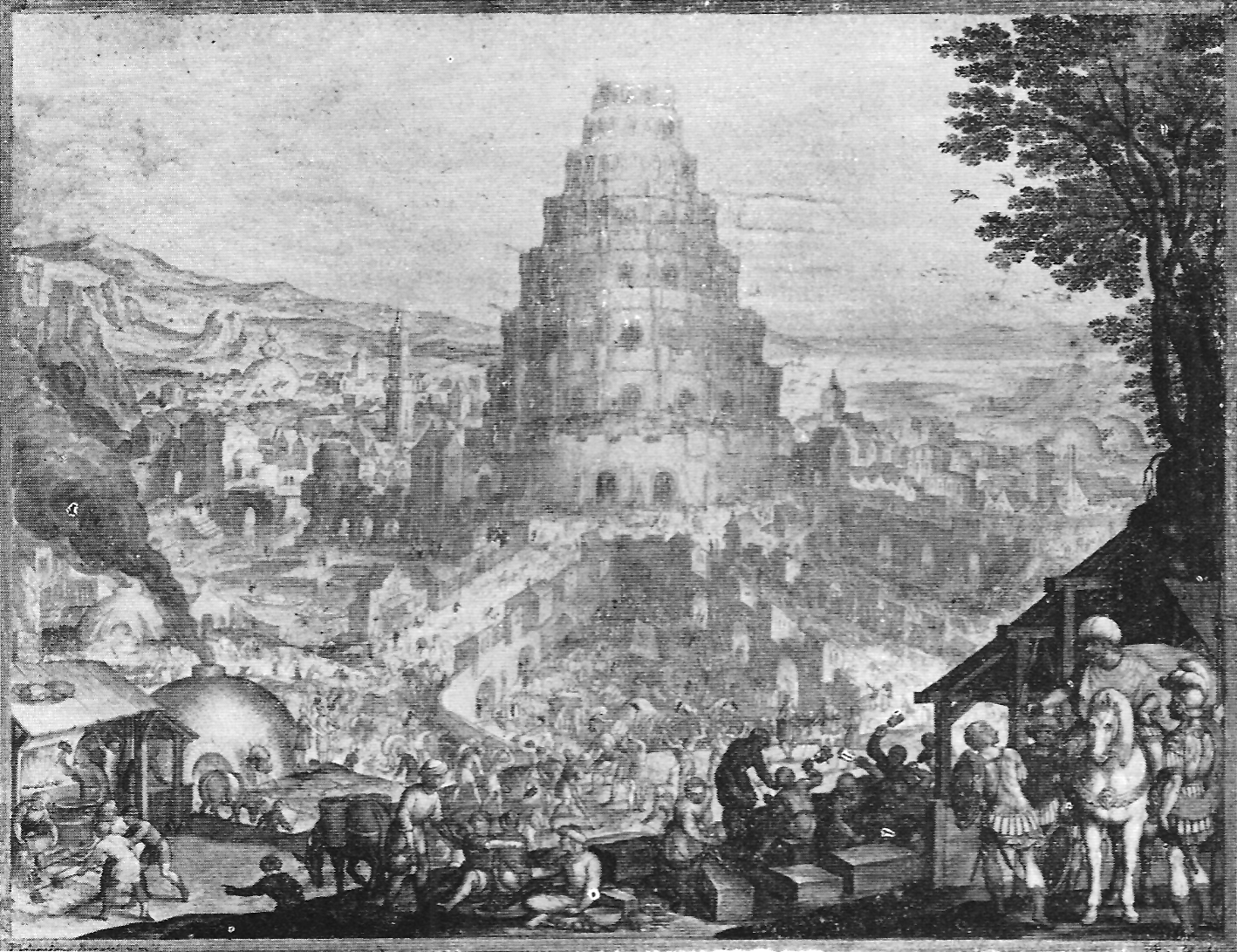
Фрідріх Брентель, 1631
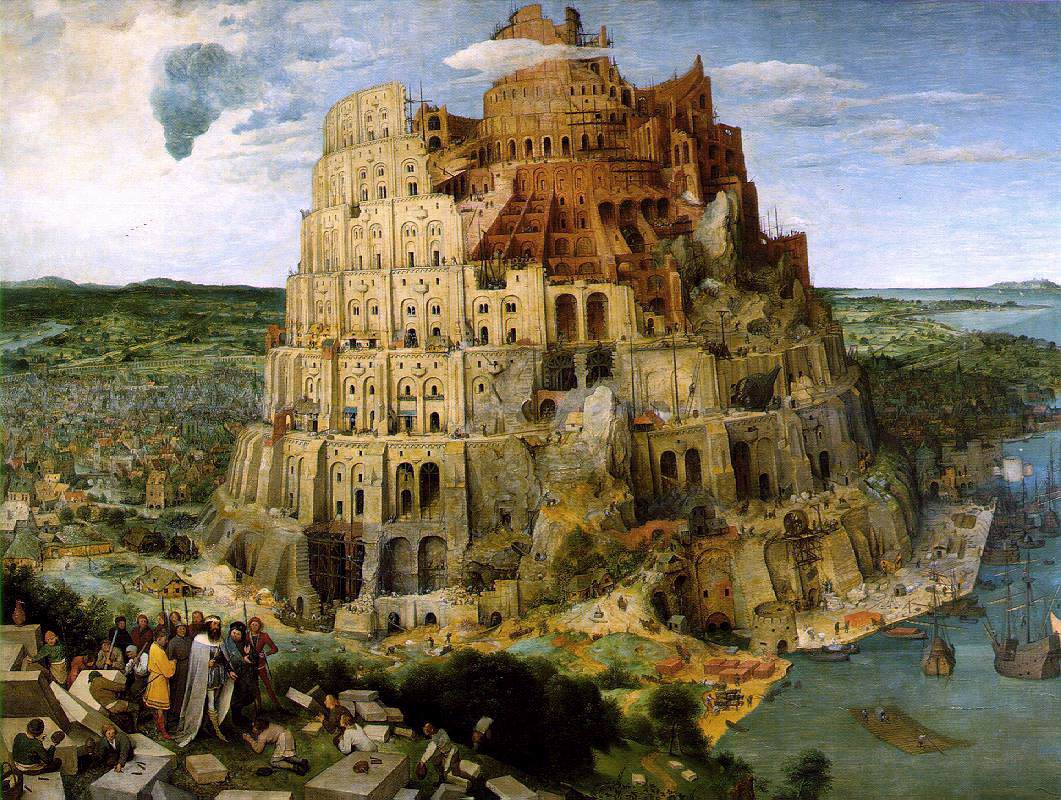
Пітер Брейгель старший, 1563, (Музей історії мистецтв, Відень)
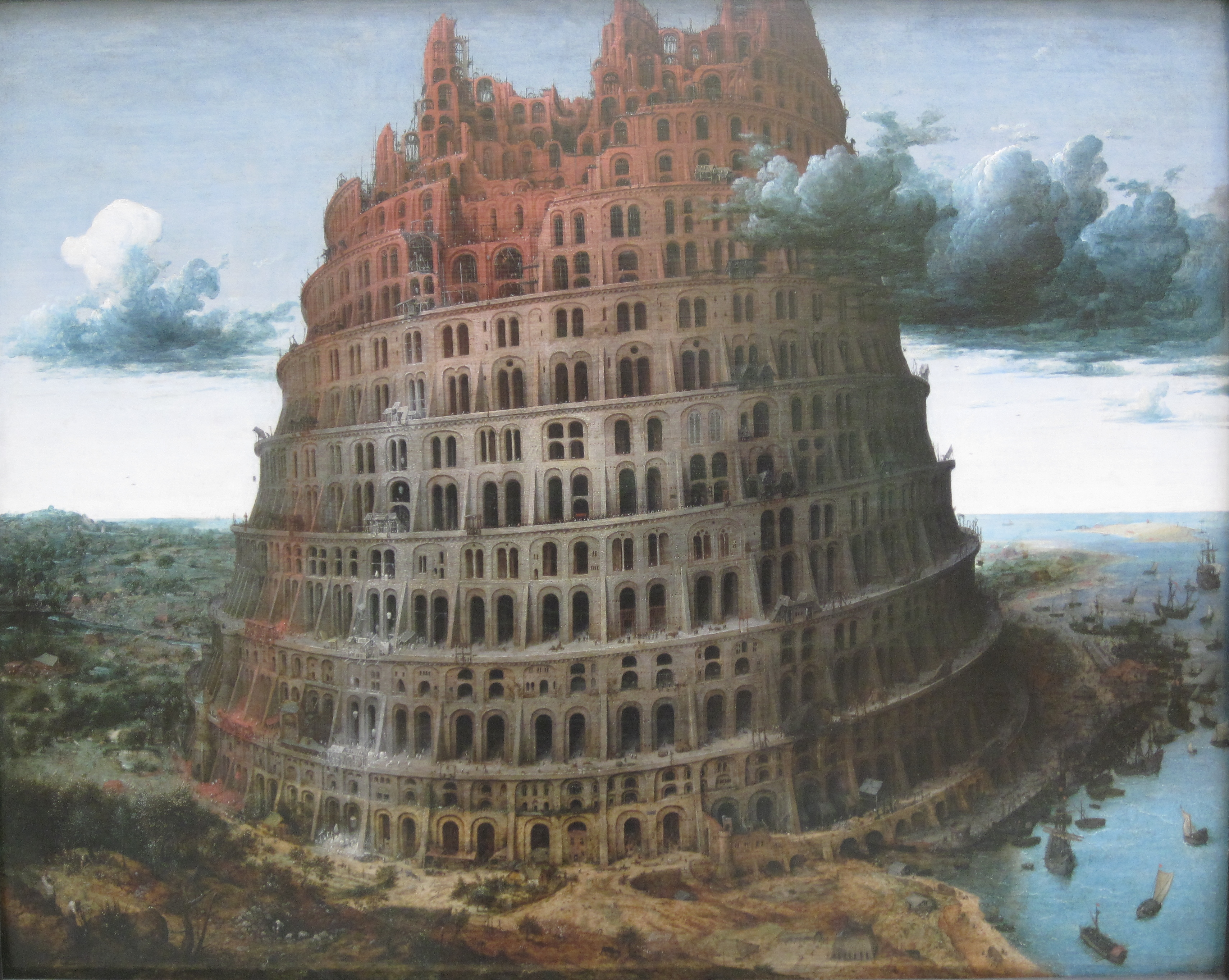
Пітер Брейгель старший, (Музей Бойманса — ван Бенінгена, Роттердам)
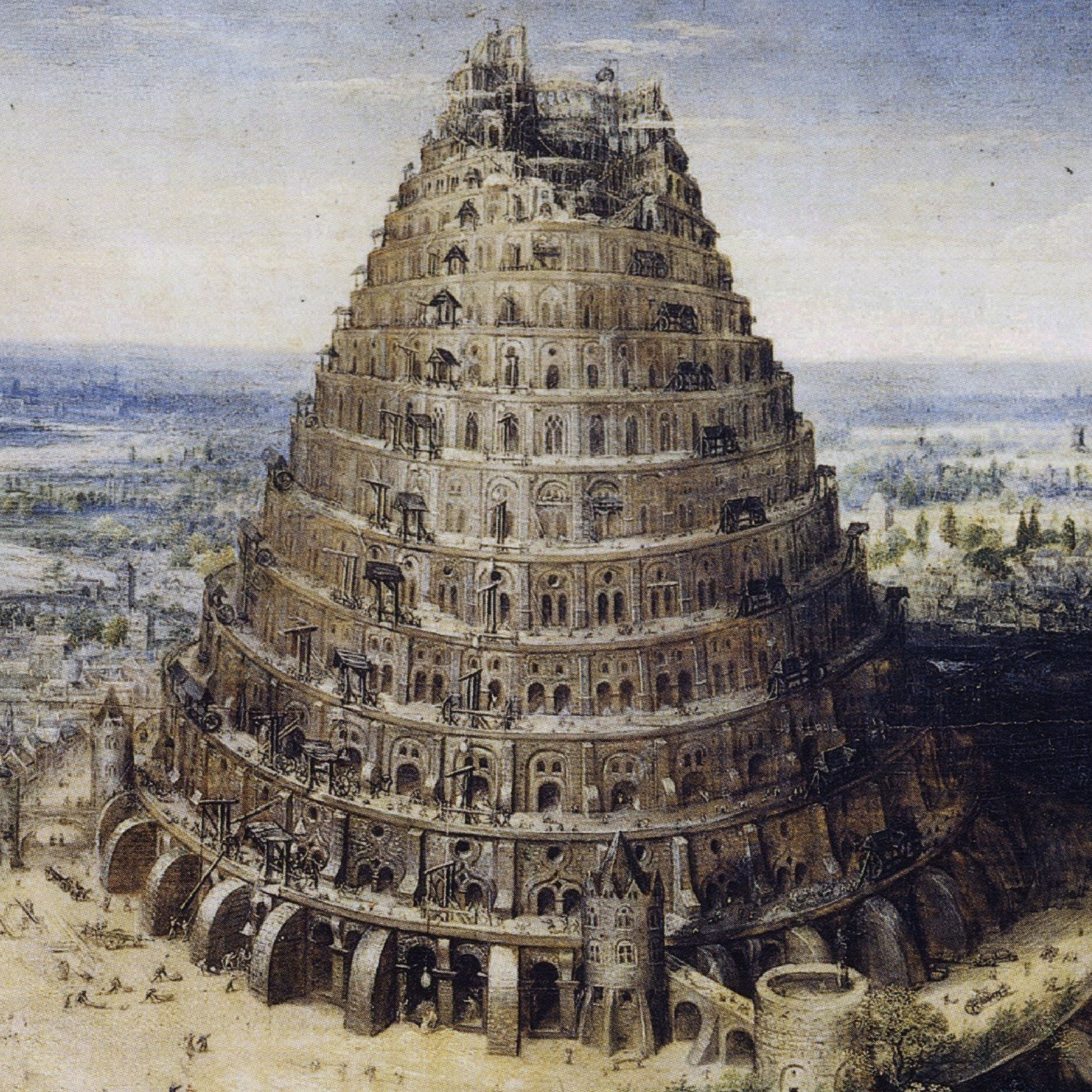
Лукас ван Фалькенборх, 1594, (Лувр, Париж)
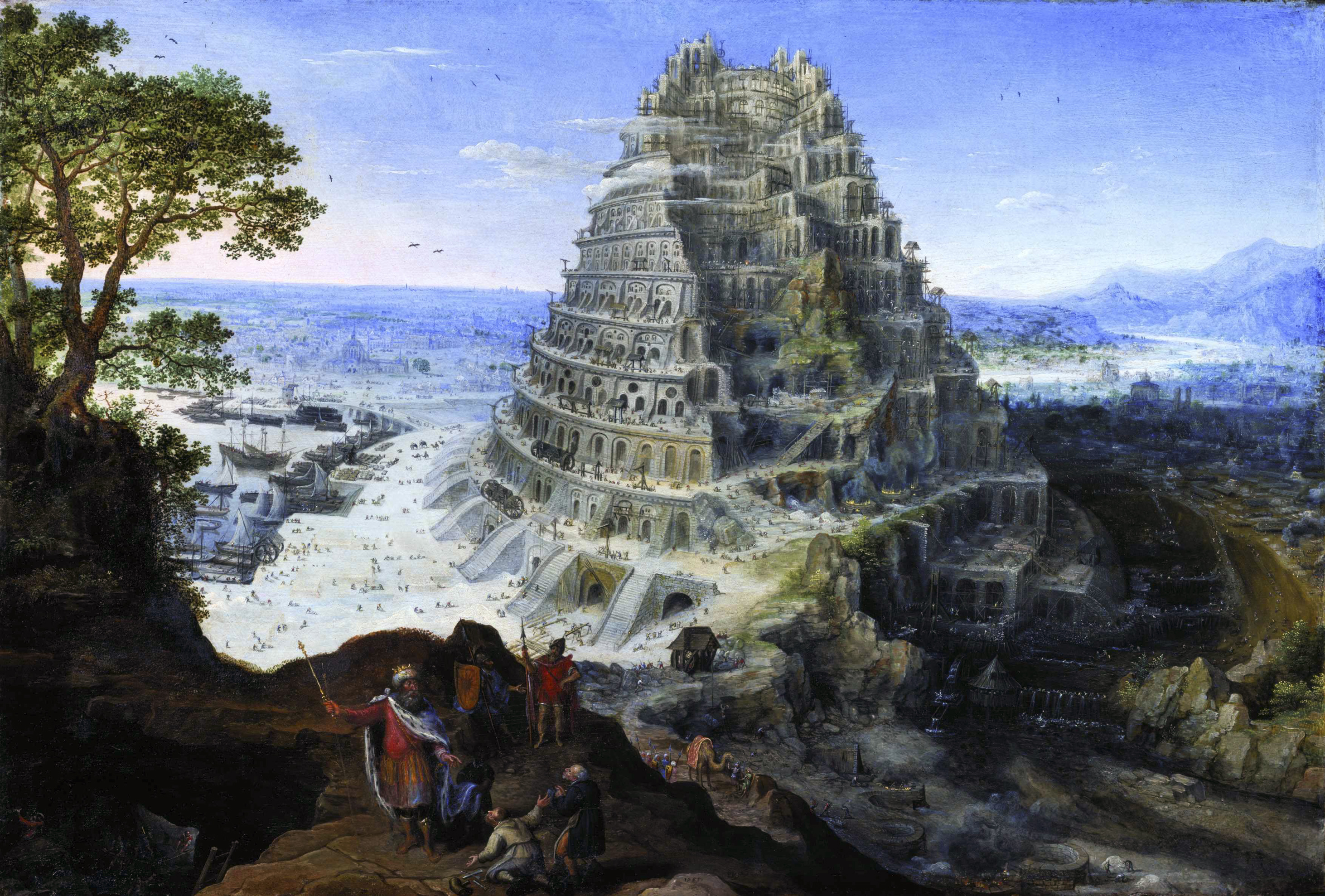
Лукас ван Фалькенборх, 1595, (Mittelrhein-Museum, Кобленц, Німеччина)
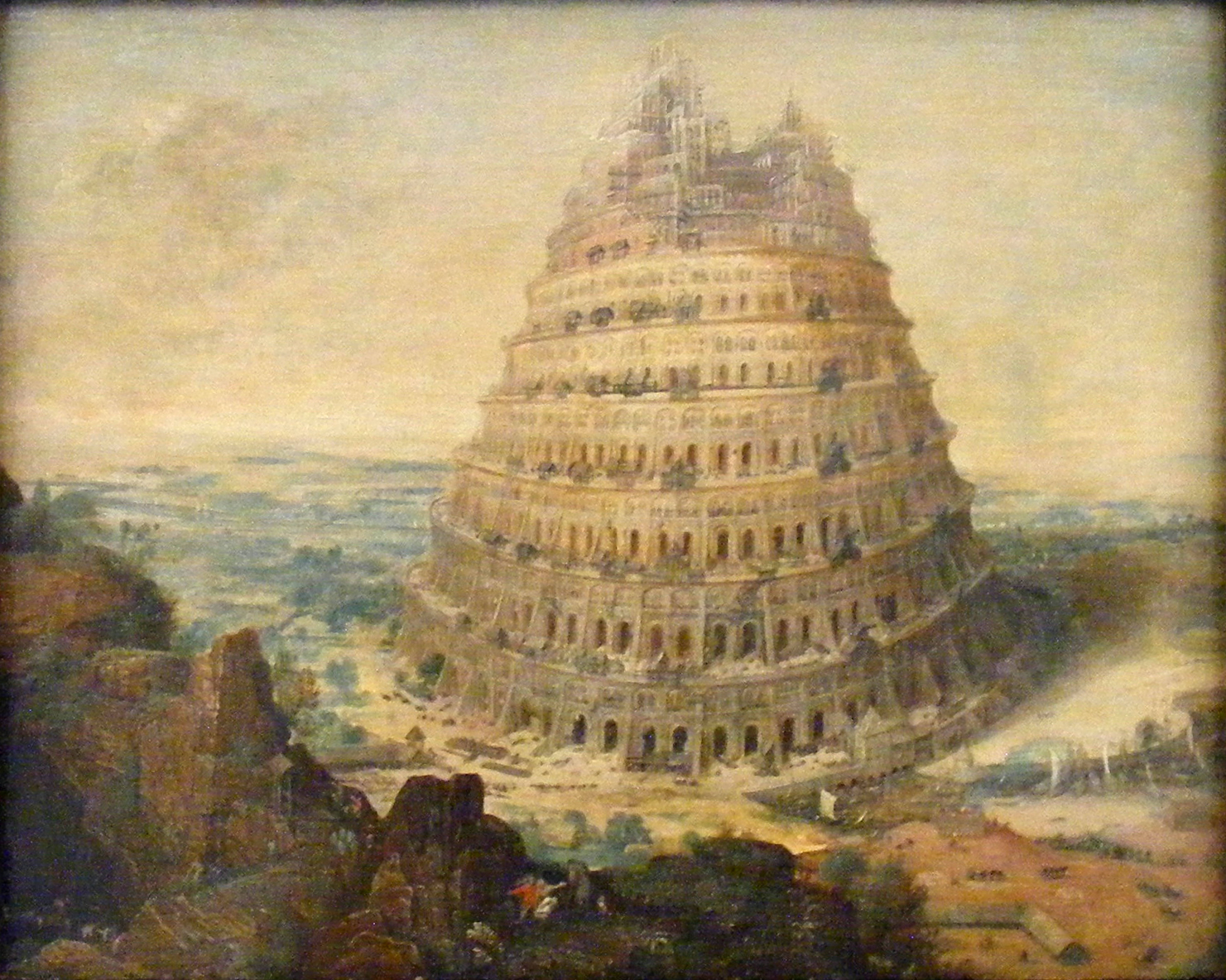
Лукас ван Фалькенборх. (Стара Пінакотека, Мюнхен)
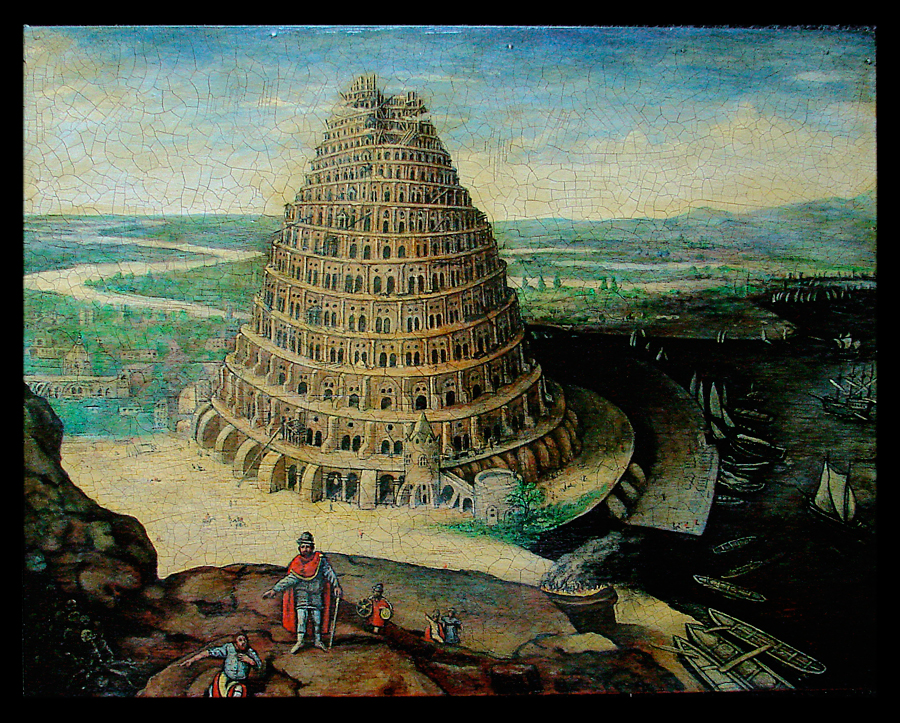
Лукас ван Фалькенборх. (Університет Брока, Сент-Кетерінс, Канада)
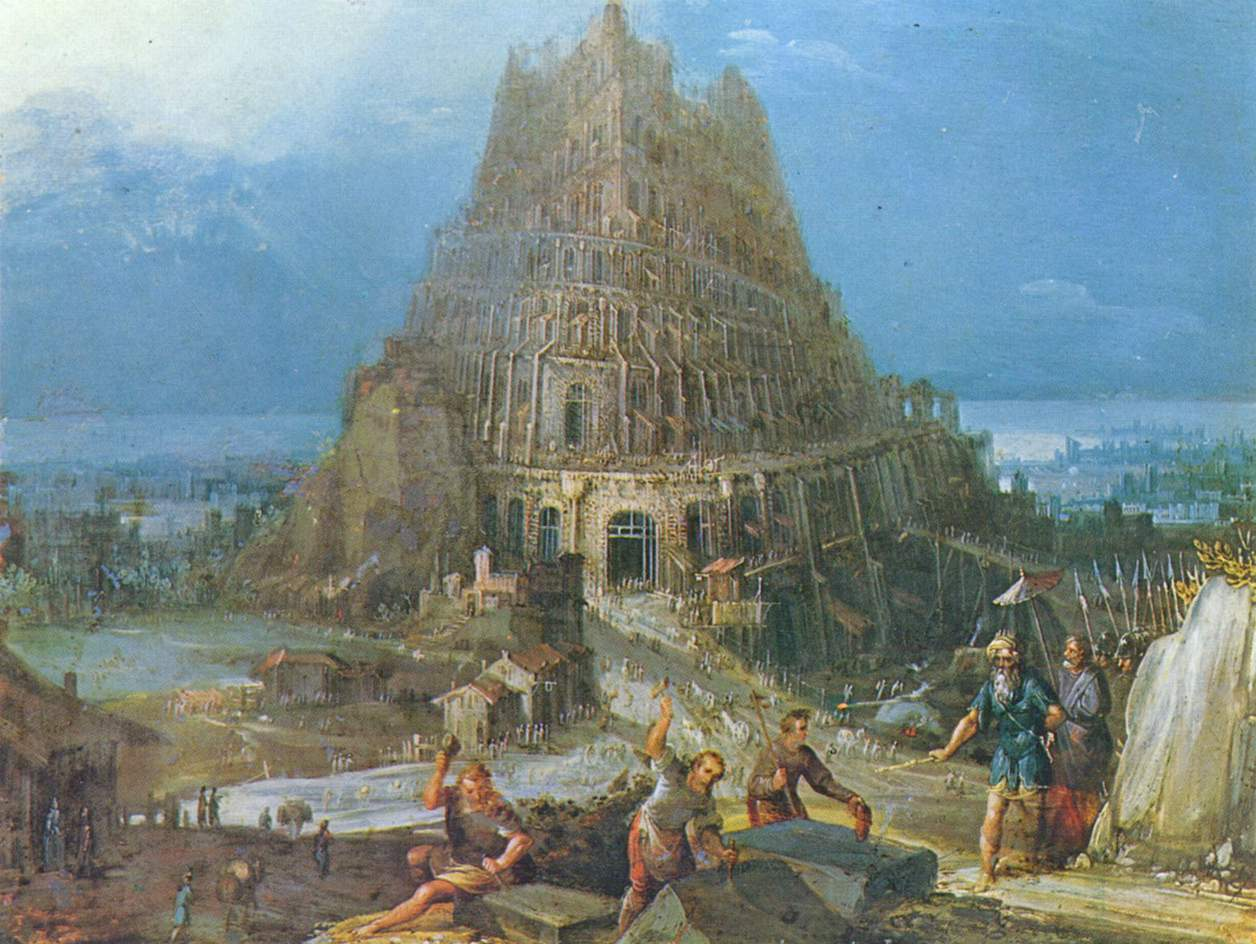
Лукас ван Фалькенборх ?, близько 1620, Женевський музей мистецтва і історії
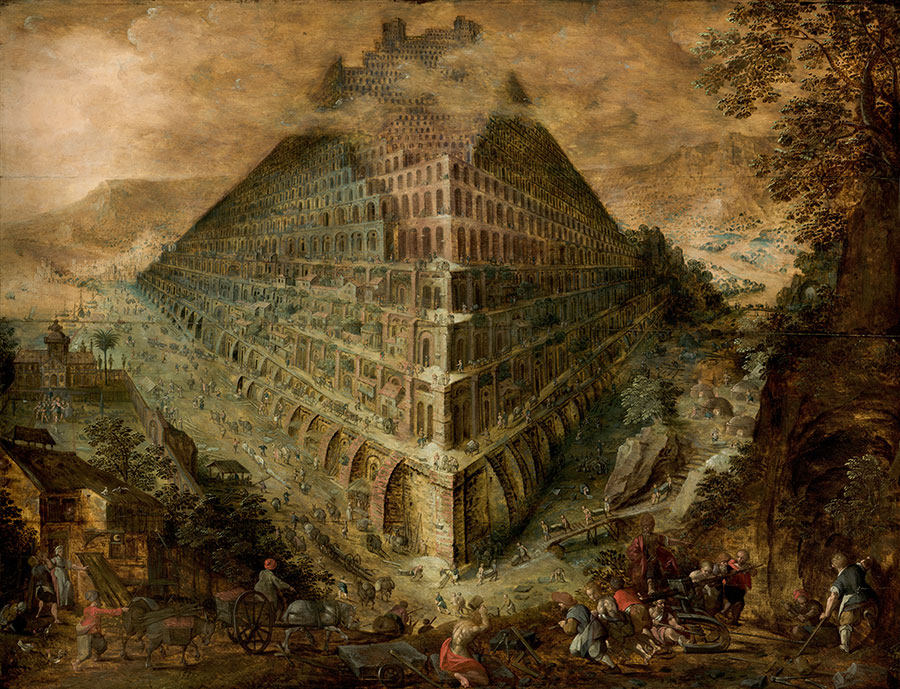
Мартен ван Фалькенборх (Marten Van Valckenborch) (*1535 - †1612), Museo Nacional de Bellas Artes. Гавана
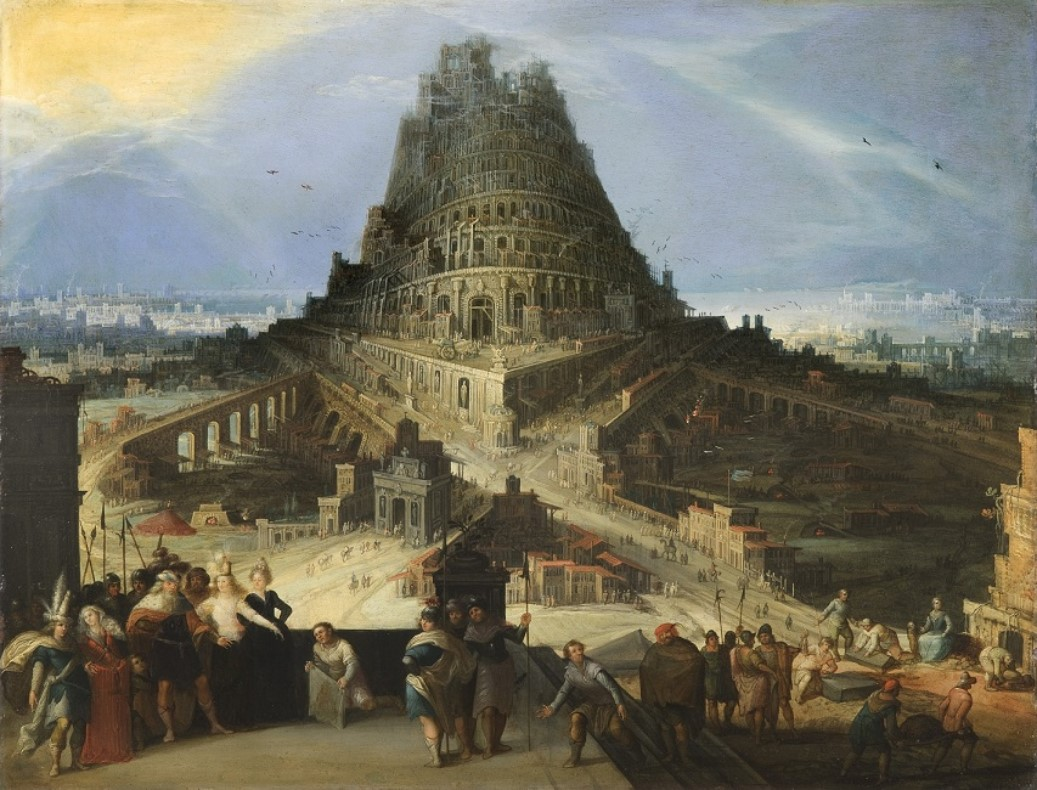
Hendrick van Cleve III. (Fondation Custodia, Париж)
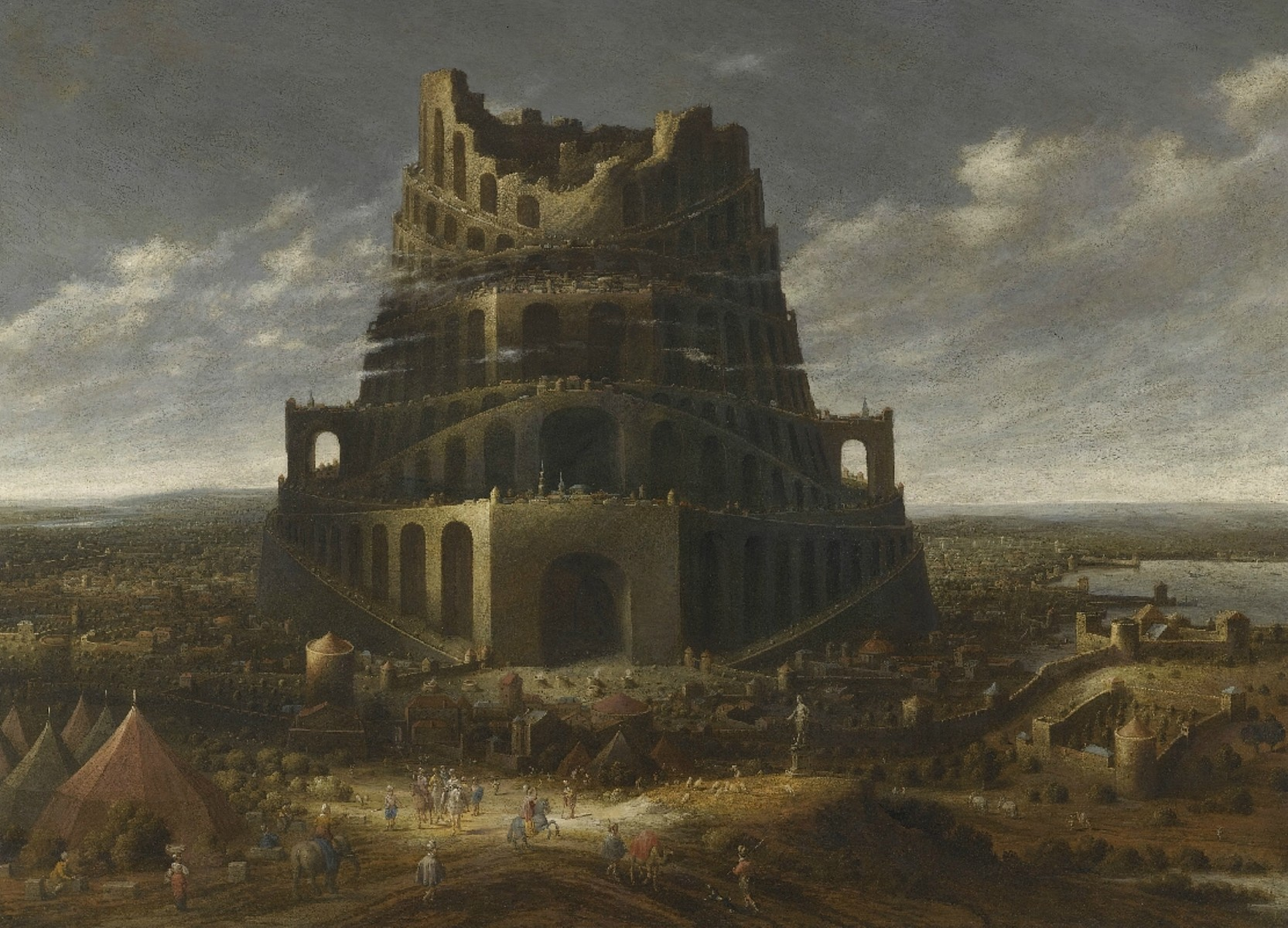
Jan Christiaensz Micker, (1650)
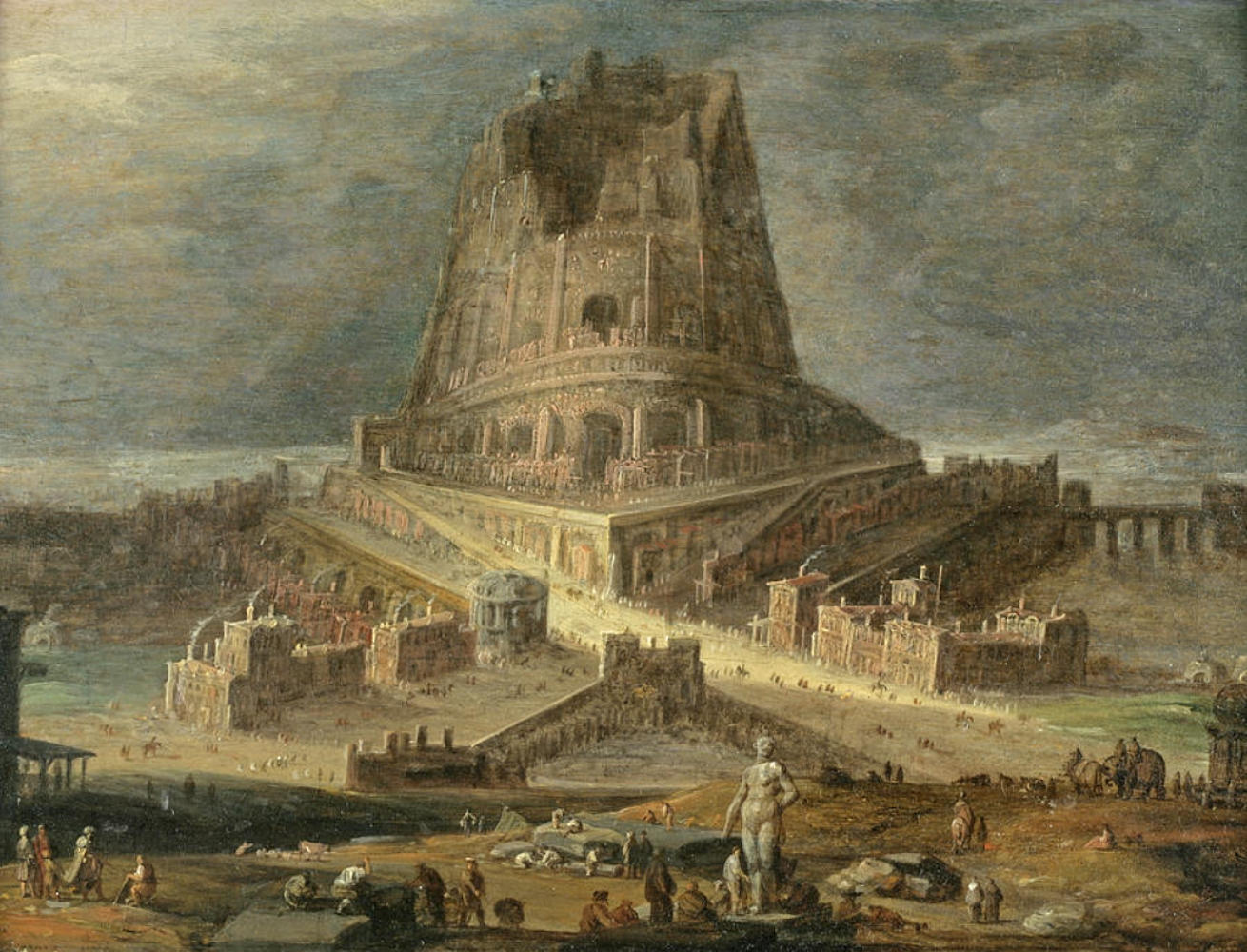
Jan Christiaensz Micker, (1650)
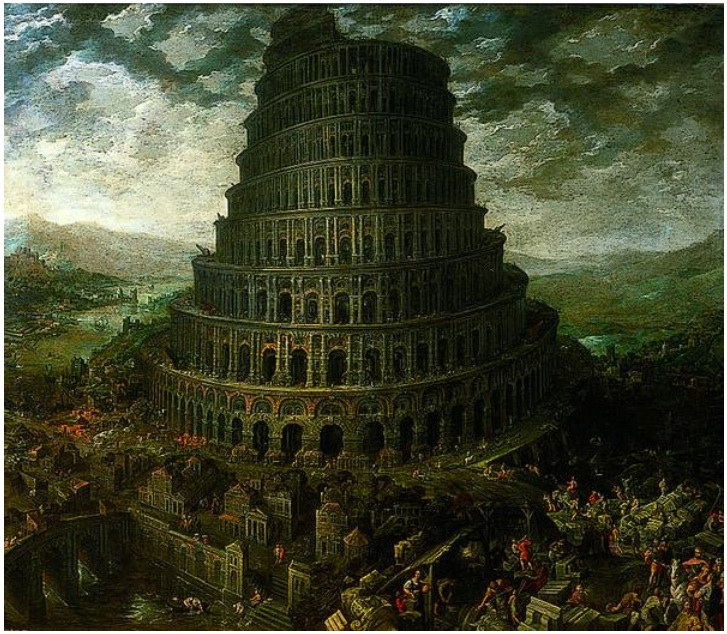
Тобіас Вергахт, між 1585 та 1600, Музей-замок та художня галерея, (Норвіч, Велика Британія)
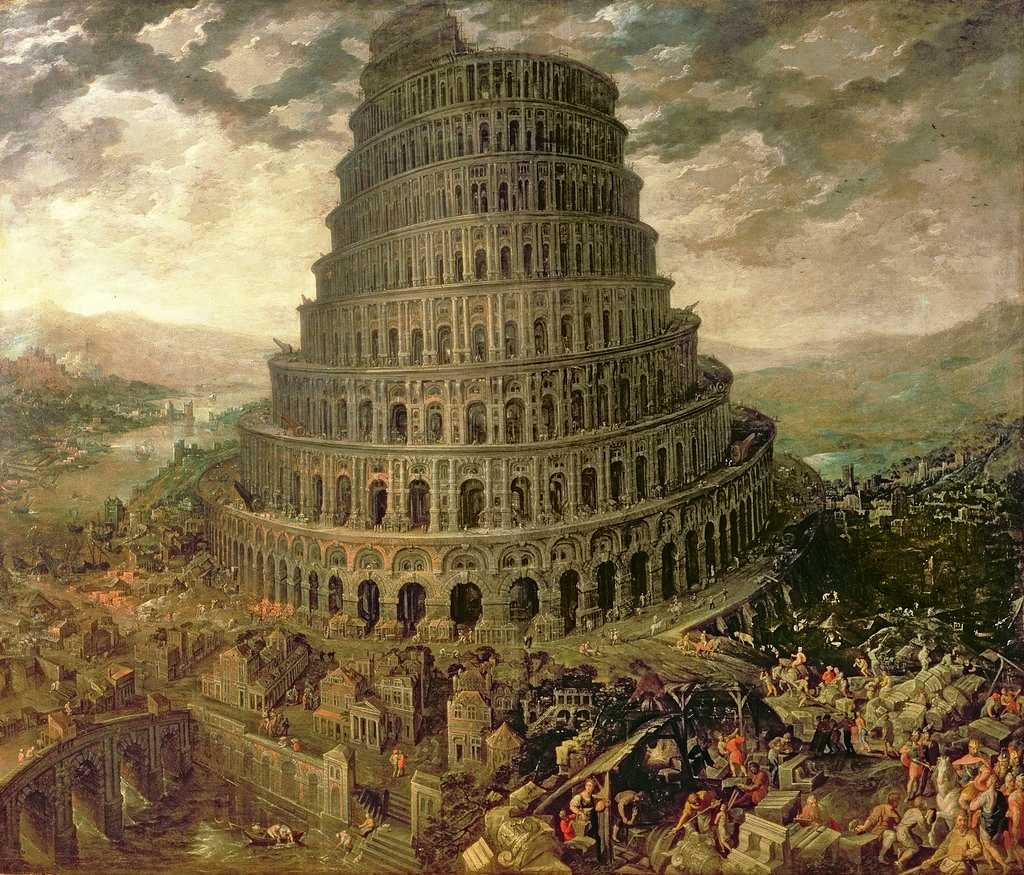
Тобіас Вергахт, Палац витончених мистецтв, Лілль
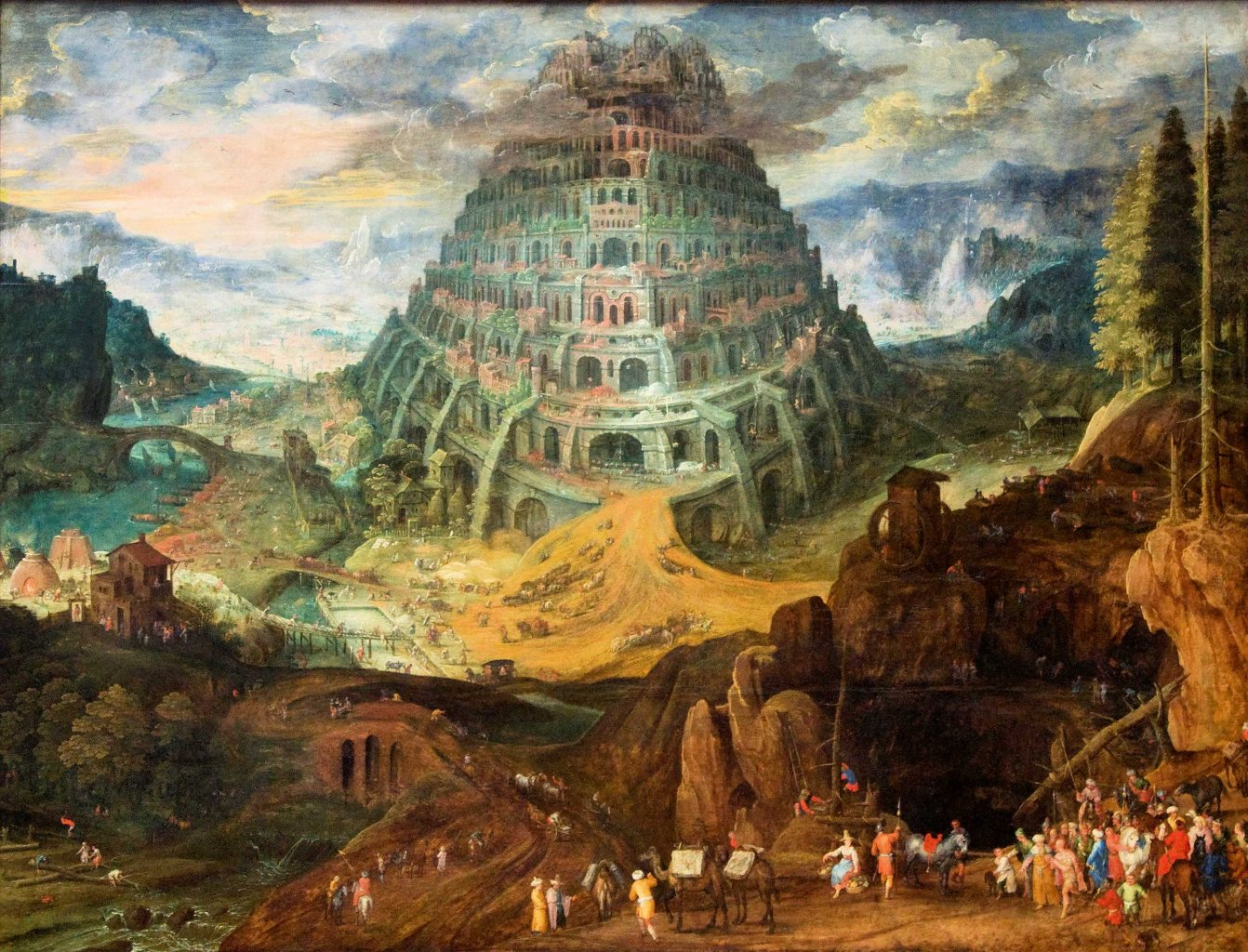
Тобіас Вергахт, Королівський музей витончених мистецтв (Антверпен)
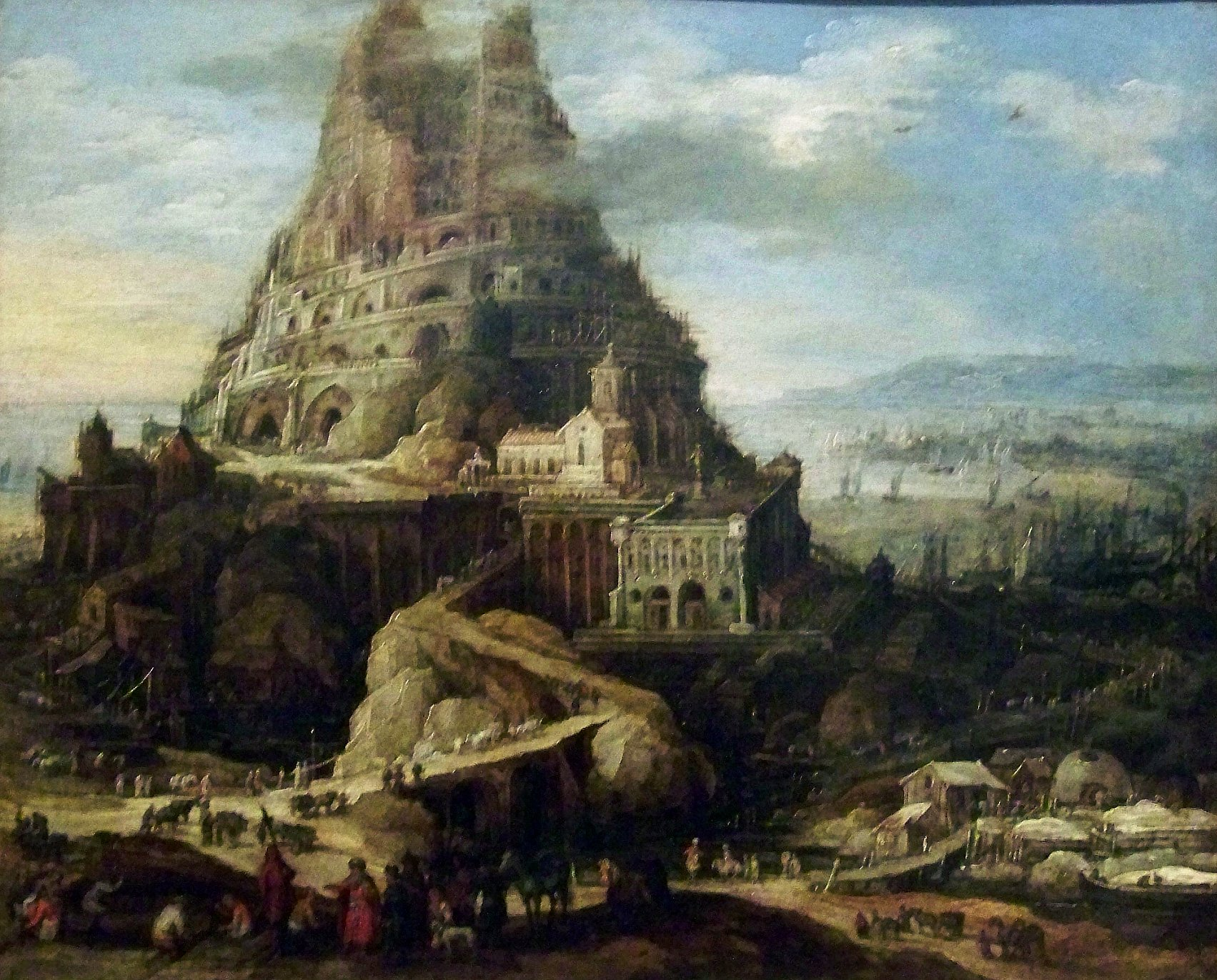
Йоос де Момпер,  між 1595 та 1605, (Національний музей старовинного мистецтва, Лісабон)
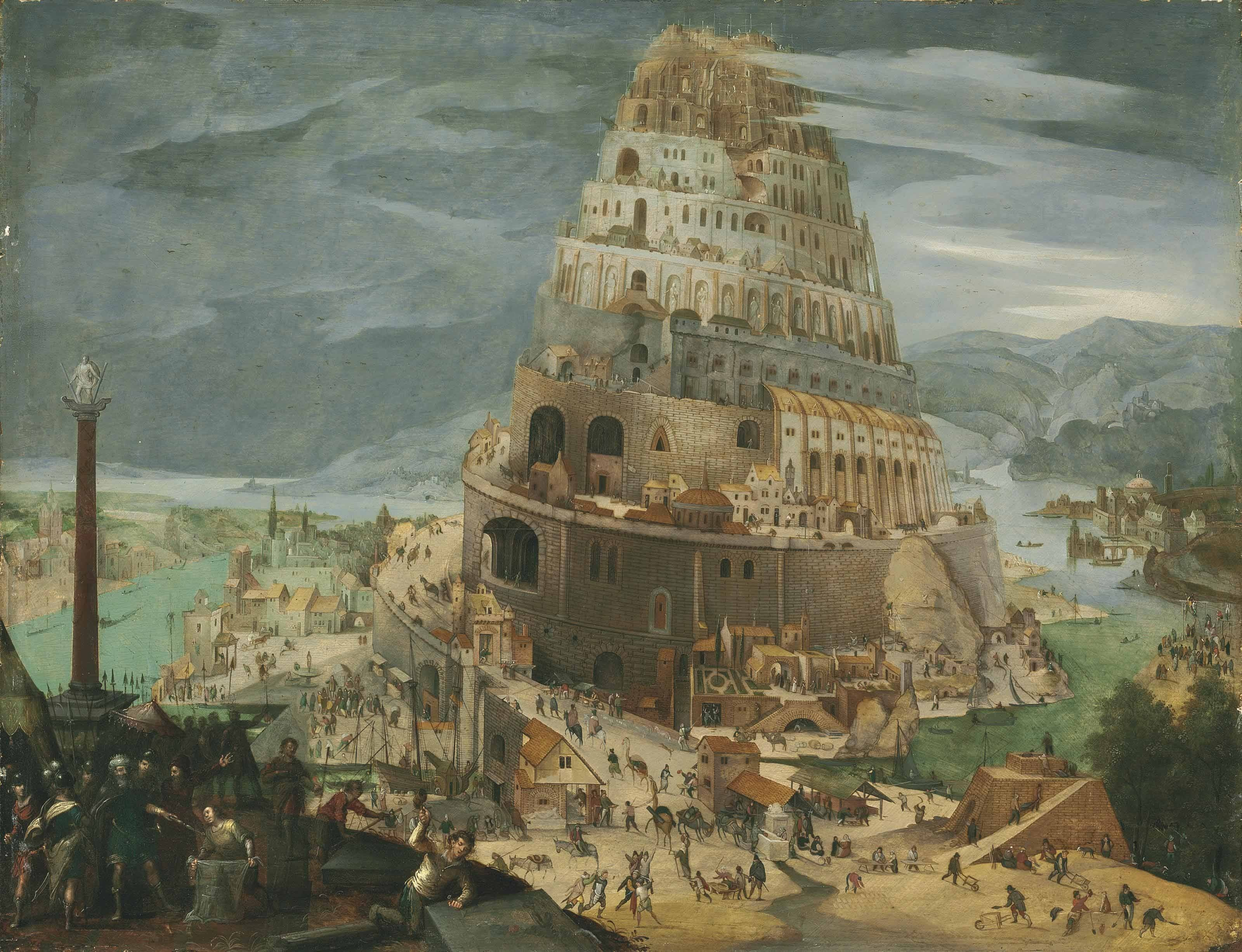
Абель Ґріммер (Abel Grimmer), 1604
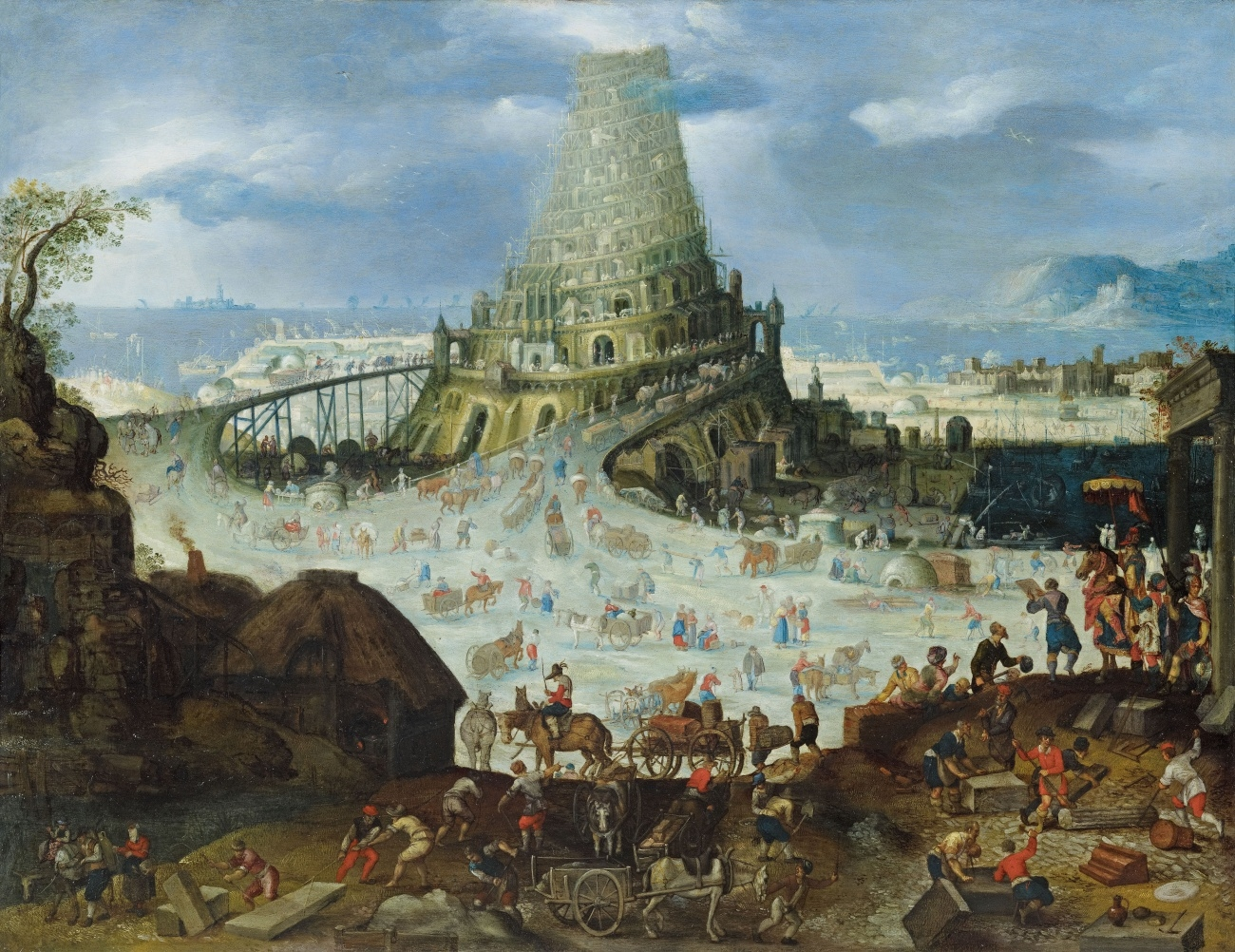
Антон Моцарт (Anton Mozart) (*1573 - †1625)
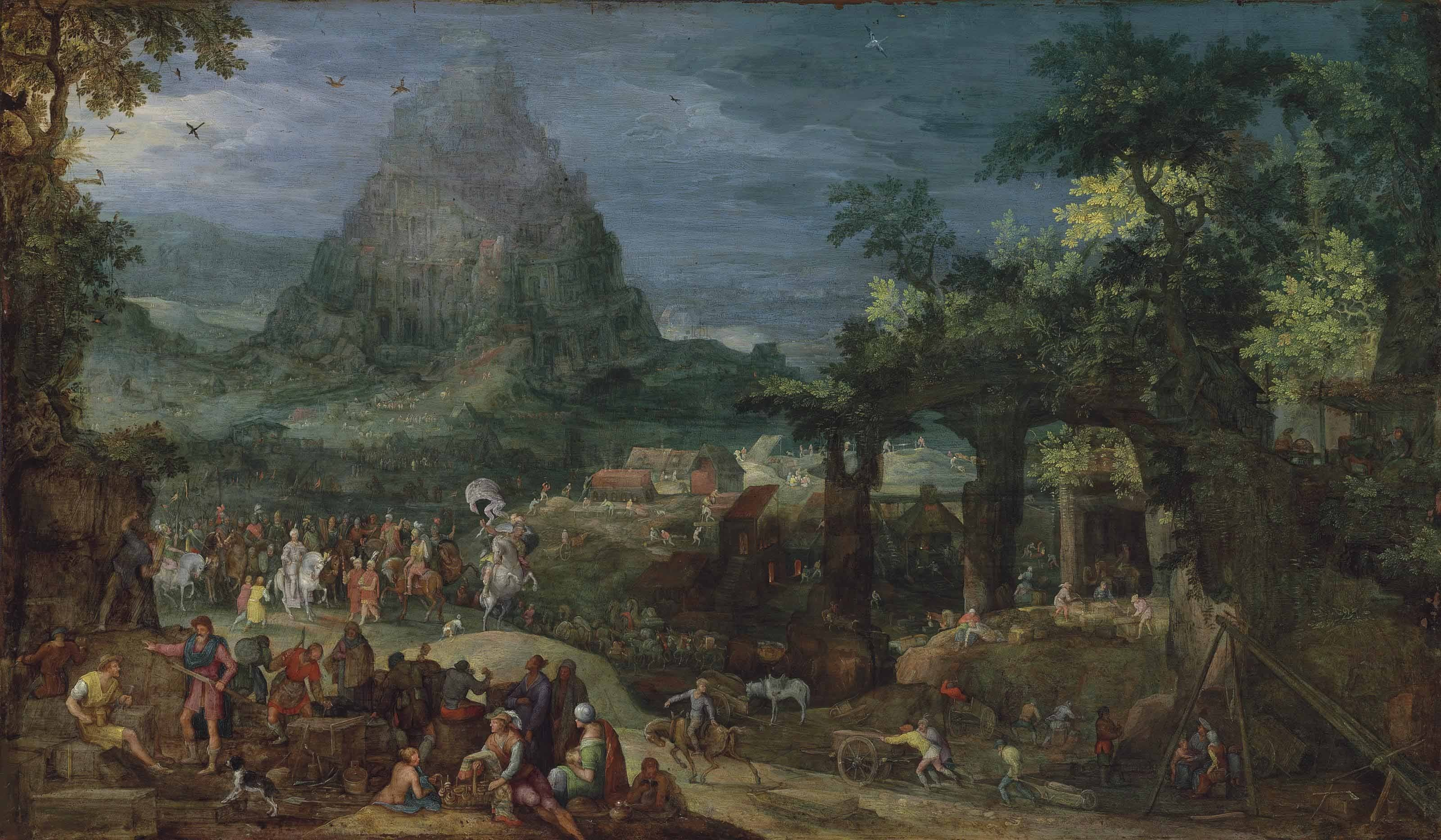
Pieter Schaubroeck, роки творчості з 1595 до 1607
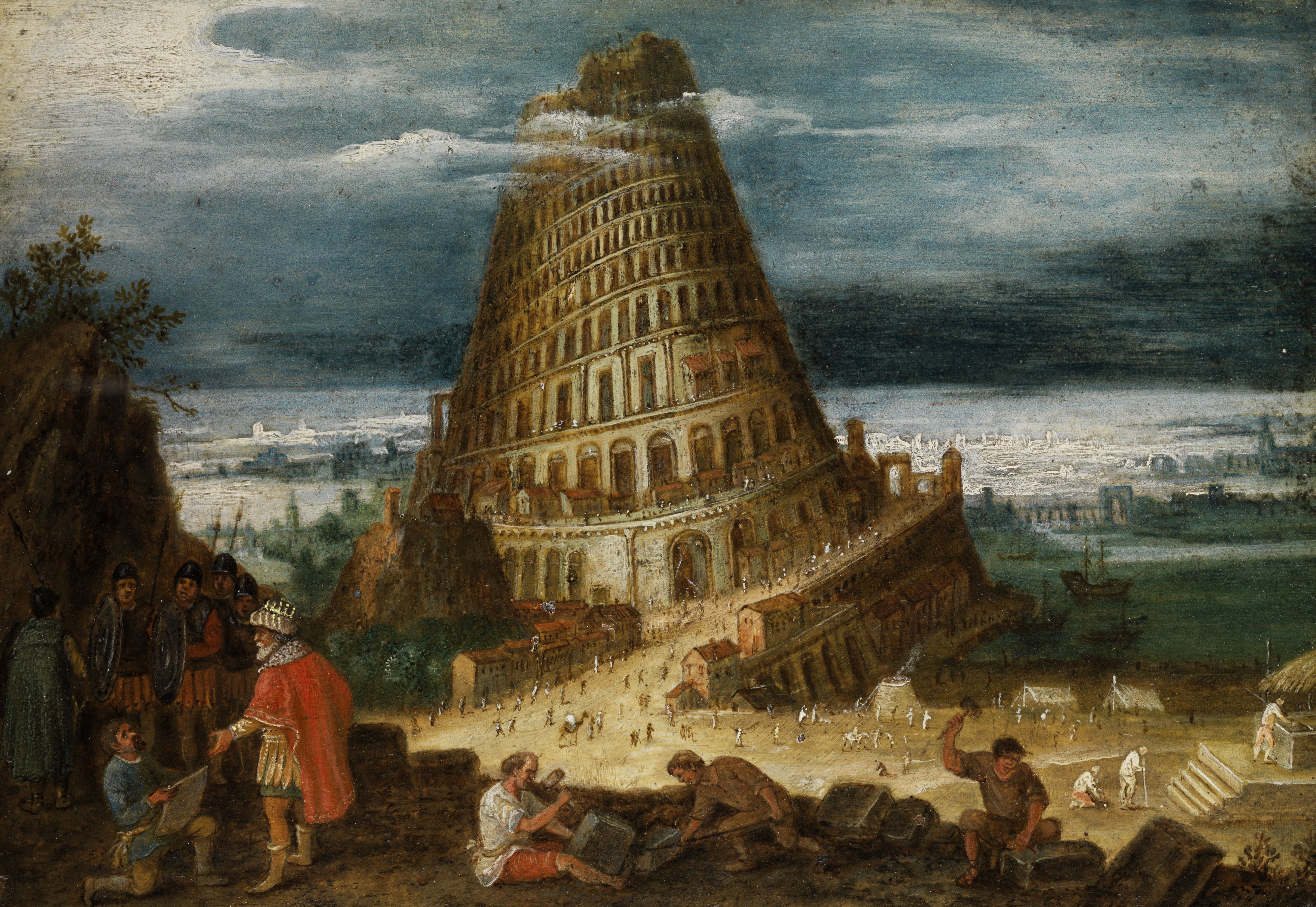
Невідомий автор (Нідерланди), XVII ст.
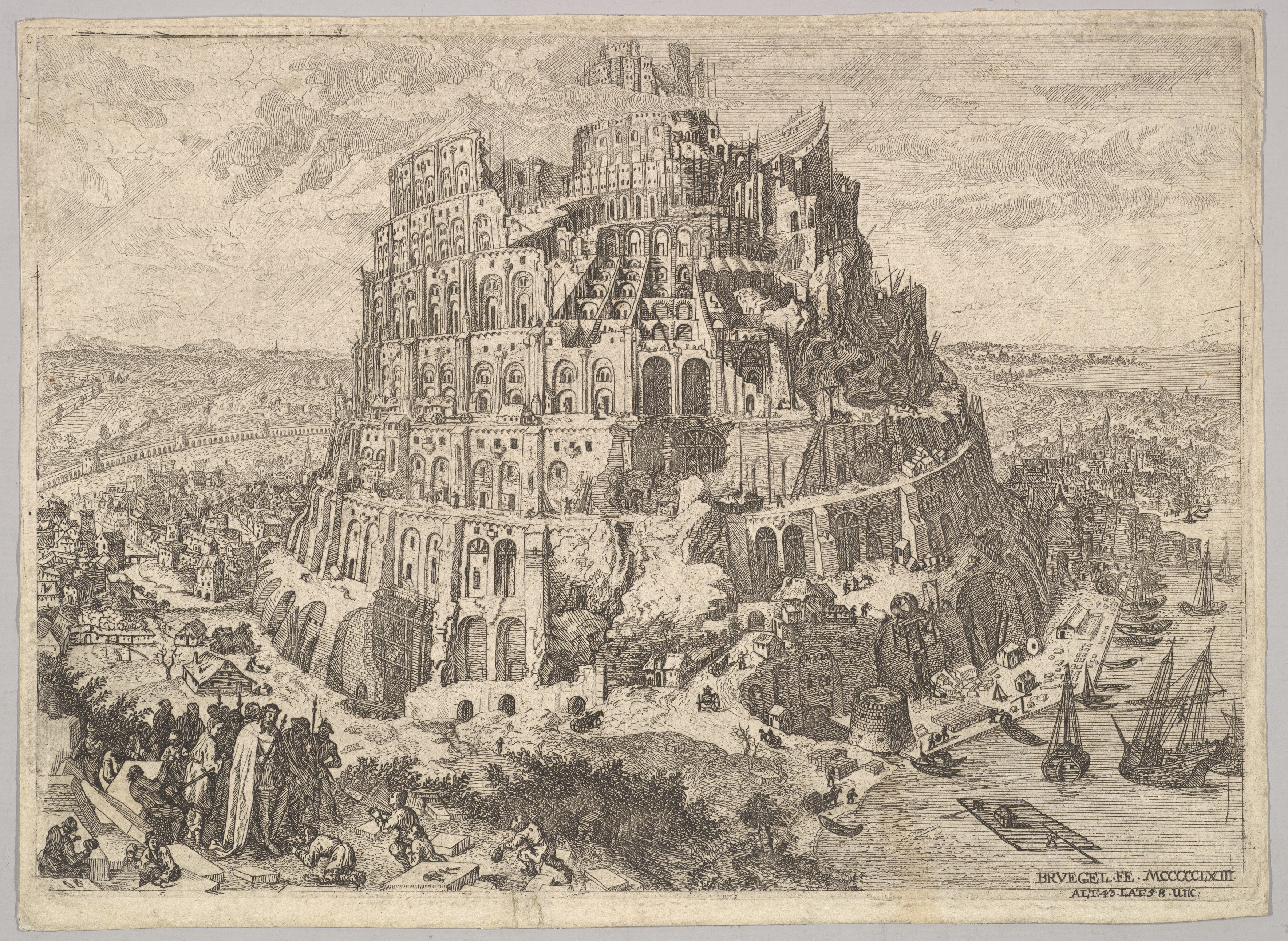
Антон Жозеф фон Преннер (Австрія), 1728
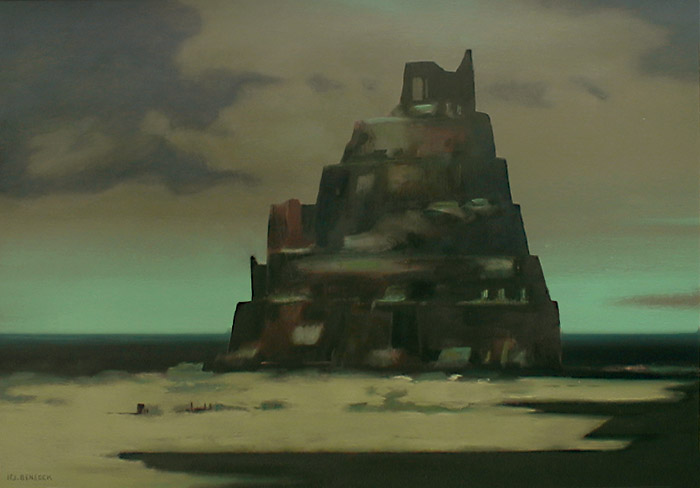
Benedek Jenő молодший, 2000
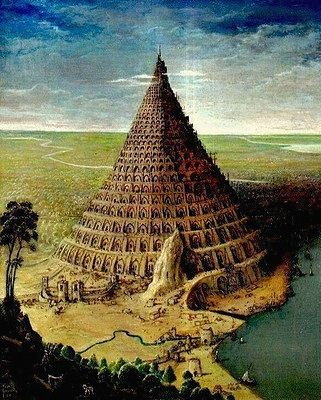
Поль Ґосселін (Paul Gosselin), 2011